# کندولان
کندولان(به کردی: کەنۆڵان، Kenollan) روستایی از توابع بخش زیویه در شهرستان سقز است که در استان کردستان ایران قرار دارد.

## جمعیت
این روستا در دهستان امام واقع شده و براساس سرشماری سال ۱۳۸۵، جمعیت آن ۱۶۸ نفر (۳۲ خانوار) بوده‌است.